# Richard Adams

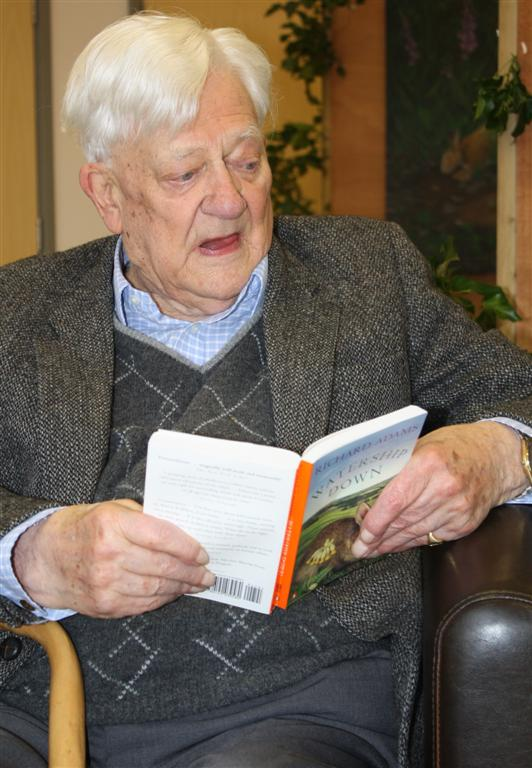
Richard Adams in 2008

Richard George Adams (Newbury (West Berkshire), 9 mei 1920 – Oxford, 24 december 2016) was een Brits schrijver. Zijn bekendste boek is Watership Down, het verhaal over een kleine groep konijnen die na een visioen van een van hen overhaast hun kolonie ontvluchten en na veel omzwervingen de perfecte locatie voor een nieuwe kolonie vinden op Waterschapsheuvel (Watership Down), tevens de titel van het boek.

## Biografie
Richard Adams werd geboren in Newbury, Engeland als zoon van een plattelandsarts. Hij studeerde moderne geschiedenis in Oxford (Worcester College). In de Tweede Wereldoorlog was hij officier bij de Britse 1e luchtlandingsdivisie waar zijn oorlogservaringen mede een bron van inspiratie voor zijn boeken waren. Vervolgens was hij voor lange tijd ambtenaar. Op latere leeftijd besloot hij een verhaal, dat hij zijn kinderen tijdens een lange autorit naar een Shakespeare-voorstelling was begonnen te vertellen, op schrift te zetten. Het boek, Waterschapsheuvel, werd een succes en luidde daarmee het einde van zijn overheidsbaan en het begin van een succesvolle schrijverscarrière in.

## Waterschapsheuvel
Het manuscript van Watership Down werd door zeven uitgevers afgewezen, voor het door Collings werd gedrukt. Het won de Guardian Children's Fiction Prize (1973) en werd in zeker 18 talen vertaald.